# Brian Keith
Robert Keith Richey Jr., conegut com a Brian Keith (Bayonne, Nova Jersey, 14 novembre de 1921 − Malibú, Califòrnia, 24 de juny de 1997) va ser un actor estatunidenc.

## Biografia
Va néixer a Bayonne, Nova Jersey, fill dels actors Robert Keith i Helen Shipman, actors de teatre. Després del divorci dels seus pares va viure a Hollywood amb la seva mare i la seva àvia materna. Aquí va començar la seva carrera com a actor a la tendra edat de dos anys, fent la primera aparició cinematogràfica en el film mut Pied Piper Malone (1924), als 3 anys. Del 1927 al 1929, la madrastra de Keith era Peg Entwistle, la famosa actriu de Broadway, que es va suïcidar llançant-des de la "H" del conegut cartell "Hollywood" el 1932.
Va obtenir el seu diploma en el East Rockaway High School el 1939, i es va allistar al cos de Marines del 1942 al 1945, lluitant com artiller en la Segona Guerra Mundial, al final de la qual va ser condecorat amb la Air Medal. Després de la guerra es va convertir en un actor de teatre, cinema i televisió, apareixent en moltes sèries de televisió com estrella convidada, com a l'Alfred Hitchcock Presents i interpretant el protagonista en sèries com Family Affair i Hardcastle and McCormick.
Keith es va casar tres vegades, primer amb Helm Frances, després, el 1955, amb Judith Landon, i finalment, el 1970, amb l'actriu  Hawaiana Victoria Young. Dels seus tres matrimonis va tenir quatre fills, i altres tres van ser adoptats durant el matrimoni amb Judith Landon. Daisy Keith, nascuda del seu matrimoni amb Victoria Young, al seu torn es va convertir en una actriu i va protagonitzar al costat del seu pare en la sèrie Heartland el 1989.

## La malaltia i el suïcidi
Durant els últims anys de vida, Keith va patir d'emfisema i se li va diagnosticar un càncer de pulmó, tot i que havia deixat de fumar uns deu anys abans (també havia participat en una campanya de publicitat dels cigarrets Camel el 1955).
Dos mesos després de la tràgica mort de la seva filla Daisy (suïcidada el 16 d'abril de 1997), Keith va ser trobat mort a Malibú (Califòrnia) el 24 de juny de 1997: S'havia llevat la vida amb un tret, aclaparat per la mort de la filla i els efectes depressius de la quimioteràpia. Les seves restes van ser enterrades al costat dels de la seva filla Daisy al Westwood Village Memorial Park Cemetery de Los Angeles.

## Obra

### Teatre
- Heyday (1946)
- Mister Roberts (1948)
- Darkness at Noon (1951)
- Da (1978)

### Televisió
- Target: The Corruptors! (ABC, estrella convidada)
- Sam Benedict (NBC, estrella convidada)
- Crusader (CBS, 1955–1956, 52 episodis)
- The Westerner (NBC, 1960)
- Outlaws (NBC, 1961–1962, 2 episodis com a estrella convidada)
- Alfred Hitchcock Hour: "Night of the Owl" (CBS, 1962)
- The Virginian ("Duel at Shiloh") (1963)
- Fear in a Desert City (Pilot per The Fugitive) (1963)
- The Tenderfoot (1964)
- Family Affair (CBS, 1966–1971)
- The Brian Keith Show (NBC, 1972–1974).
- The Zoo Gang (ITV, 1974)
- Archer (NBC, sis episodis, 1975)
- How the West Was Won (ABC, 1977) com General Stonecipher
- Centennial (1978)
- The Chisholms (CBS, 1979) com Andrew Blake
- Hardcastle and McCormick (ABC, 1983–1986)
- The Murder of Sherlock Holmes (Pilot per S'ha escrit un crim) (CBS, 1984)
- The B.R.A.T. Patrol (ABC, 1984)
- Pursuit of Happiness (ABC, 1987)
- Heartland (CBS, 1989)
- Walter and Emily (NBC, 1991–1992)
- Star Trek: Deep Space Nine: (1993) Episodi -"Progress"
- Spider-Man (1993) - Oncle Ben (veu)
- Touched by an Angel (CBS, 1996)
- The Commish (ABC 1994) Episodi - "The Iceman Commeth"

### Cinema
- Pied Piper Malone (1924)
- The Other Kind of Love (1924)
- Foguera d'odis (Arrowhead) (1953)
- Alaska Seas (1954)
- Jivaro (1954)
- The Bamboo Prison (1954)
- Homes violents (The Violent Men) (1955)
- Tight Spot (1955)
- 5 Against the House (1955)
- Storm Center (1956)
- Nightfall (1957)
- Dino (1957)
- Yuma (Run of the Arrow) (1957)
- Chicago Confidential (1957)
- Hell Canyon Outlaws (1957)
- Fort Dobbs (1958)
- Desert Hell (1958)
- Sierra Baron (1958)
- Violent Road (1958)
- Villa! (1958)
- Appointment with a Shadow (1959)
- The Young Philadelphians (1959)
- Ten Who Dared (1960)
- The Parent Trap (1961)
- The Deadly Companions (1961)
- Moon Pilot (1962)
- Savage Sam (1963)
- The Raiders (1963)
- The Pleasure Seekers (1964)
- Those Calloways (1965)
- A Tiger Walks (1964)
- La batalla dels turons del whisky (The Hallelujah Trail) (1965)
- The Rare Breed (1966)
- Que vénen els russos! (The Russians Are Coming, the Russians Are Coming) (1966)
- Nevada Smith (1966)
- Way...Way Out (1966)
- Reflexos en un ull daurat (Reflections in a Golden Eye) (1967)
- With Six You Get Eggroll (1968)
- A l'est de Java (Krakatoa, East of Java) (1969)
- Chicago, Chicago (Gaily, Gaily) (1969)
- Suppose They Gave a War and Nobody Came? (1970)
- Evasió a Mckenzie (The McKenzie Break) (1970)
- Something Big (1971)
- Scandalous John (1971)
- Yakuza (1975)
- El vent i el lleó (The Wind and the Lion) (1975)
- Joe Panther (1976)
- Nickelodeon (1976)
- Hooper, l'increïble (Hooper) (1978)
- Meteor (1979)
- The Mountain Men (1980)
- Charlie Chan i la maledicció de la reina (Charlie Chan and the Curse of the Dragon Queen) (1981)
- La brigada de Sharky (Sharky's Machine) (1981)
- Ploreu pels forasters (Cry for the Strangers) (1982)
- Death Before Dishonor (1987)
- After the Rain (1988)
- Arma jove (Young Guns) (1988)
- Benvingut a casa (Welcome Home) (1989)
- Wind Dancer (1993)
- Under a Killing Moon (1994)
- Entertaining Angels: The Dorothy Day Story (1996)
- The Second Civil War (1997)
- Rough Riders (1997)